# Anima (álbum de Thom Yorke)
Anima (estilizado em letras maiúsculas) é o terceiro álbum solo do vocalista do Radiohead, Thom Yorke, lançado em 27 de junho de 2019 pela XL Recordings. Yorke e o produtor de longa data Nigel Godrich desenvolveram Anima através de performances ao vivo e trabalho de estúdio. Foi acompanhado por um curta-metragem dirigido por Paul Thomas Anderson para ser lançado na Netflix e em alguns cinemas IMAX, e apoiado por uma turnê norte-americana e asiática.

## Interpretação e Conceito
Anima foi desenvolvido por Thom Yorke após um período de bloqueio criativo devido a crises de ansiedade. O autor descreve o álbum como concebido numa "sociedade distópica" (conceito já algo explorado em trabalho anteriores do artista, como Kid A e Ok Computer), hiper-organizada, rígida e esvaziada emocionalmente.
A maior parte do tema do álbum se baseia no conceito do autor Carl Jung da dualidade Anima/Animus. Enquanto "parte feminina do aparelho psíquico masculino", o Anima está relacionado a características renegadas historicamente pelo sexo masculino, como "criatividade, espiritualidade, renovação, misticismo, inconsciente e exploração do desconhecido", enquanto o Animus, sendo a parte masculina do aparelho psíquico feminino, estaria relacionado a características menos presentes ou menos atribuídas ao sexo feminino ao longo da história, como "organização, lógica, linearidade, delimitação, cartesianismo e construções de segurança".
O álbum seria, portanto, uma tentativa do autor de mergulhar dentro da sua psiquê para resgatar as características atribuídas à Anima, em meio a uma sociedade dominada pelo Animus (como são as sociedades pós-helenísticas, segundo a leitura histórica de alguns autores pós-Jungianos). A ansiedade sentida pelo protagonista é uma expressão mal-direcionada da sua energia psíquica anímica enterrada no seu inconsciente, que deve ser trazida à tona e "integrada ao seu Ego" para que se atinja um desenvolvimento psíquico pleno, num complexo processo que Jung chama de Individuação, trazendo assim reequilíbrio ao indivíduo tomado pela energia organizacional excessiva do Animus, e consequentemente à sociedade a sua volta.
Tal ideia é transmitida em outras mídias, como na arte de capa do álbum feito por Stanley Donwood (que demonstra um sujeito sendo mergulhado num símbolo semelhante ao Graal ou ao Útero, dois fortes símbolos Jungianos da busca masculina do Anima) e no curta-metragem dirigido por Paul Thomas Anderson (ambientado numa sociedade distópica e hiper-organizada, em que o protagonista entra numa busca que resulta no encontro de um elemento feminino que finalmente aplaca o seu sofrimento psíquico).

## Lista de faixas
Todas as letras escritas por Thom Yorke, todas as músicas compostas por Yorke e Nigel Godrich.
| N.º            | Título                                        | Duração |  |
| 1.             | "Traffic"                                     | 5:17    |  |
| 2.             | "Last I Heard (...He Was Circling the Drain)" | 5:06    |  |
| 3.             | "Twist"                                       | 7:03    |  |
| 4.             | "Dawn Chorus"                                 | 5:23    |  |
| 5.             | "I Am a Very Rude Person"                     | 3:44    |  |
| 6.             | "Not the News"                                | 3:57    |  |
| 7.             | "The Axe"                                     | 6:59    |  |
| 8.             | "Impossible Knots"                            | 4:19    |  |
| 9.             | "Runwayaway"                                  | 5:56    |  |
| Duração total: | Duração total:                                | 47:44   |  |

| Vinyl bonus track |                                              |         |  |
| N.º               | Título                                       | Duração |  |
| 10.               | "(Ladies & Gentlemen, Thank You for Coming)" |         |  |